# Hamba Praing
Hamba Praing is een bestuurslaag in het regentschap Oost-Soemba van de provincie Oost-Nusa Tenggara, Indonesië. Hamba Praing telt 935 inwoners (volkstelling 2010).